# Manuela Pesko
Manuela Laura Pesko (Coira, 19 de septiembre de 1978) es una deportista suiza que compitió en snowboard, especialista en la prueba de halfpipe.
Ganó dos medallas en el Campeonato Mundial de Snowboard, oro en 2007 y plata en 2005.
Participó en dos Juegos Olímpicos de Invierno, en la disciplina de halfpipe, ocupando el séptimo lugar en Turín 2006 y el 25.º lugar en Vancouver 2010.

## Medallero internacional
| Campeonato Mundial | Campeonato Mundial | Campeonato Mundial | Campeonato Mundial |
| Año                | Lugar              | Medalla            | Competición        |
| ------------------ | ------------------ | ------------------ | ------------------ |
| 2005               | Whistler (Canadá)  | Medalla de plata   | Halfpipe           |
| 2007               | Arosa (Suiza)      | Medalla de oro     | Halfpipe           |